# Loxosomella scaura
Loxosomella scaura är en bägardjursart som beskrevs av Nielsen 1964. Loxosomella scaura ingår i släktet Loxosomella och familjen Loxosomatidae. Arten är reproducerande i Sverige. Inga underarter finns listade i Catalogue of Life.